# NUPL1
NUPL1‏ (Nucleoporin 58) هوَ بروتين يُشَفر بواسطة جين NUPL1 في الإنسان.